# Dialetto ferrarese
Il ferrarese (nome nativo dialèt frarés /fraˈreːʐ/) è un dialetto di tipo gallo-italico della lingua emiliana parlato in buona parte della provincia di Ferrara, nella Transpadana ferrarese in provincia di Rovigo, nel comune di Sermide e Felonica in provincia di Mantova, e dai discendenti ferraresi a Fertilia, frazione di Alghero. È abbastanza simile ad altri dialetti dell'emiliano sia nel lessico che nella forma.
Invece di sostituire la z aspra al suono č italiano, esso lo pèrmuta in s alla foggia dei Vèneti, dicendo: prinsipiar, sittadìn, sivìl per principiare, cittadino, civile.

Volge in ar breve le desinenze italiane dre, dro, pre, tre, tro, non che gli infiniti dei verbi terminanti in ere. [...]

Ha meno frequenti le elisioni delle vocali nel mezzo delle parole e le inversioni delle consonanti, ciò che ne rende la pronuncia più scorrèvole a confronto di quella dei dialetti affini, e fa uso di parecchie voci tolte ai vèneti dialetti.»
(Bernardino Biondelli, Saggio sui dialetti gallo-italici, 1853, pag. 204-205)

## Geografia
Il dialetto ferrarese è parlato nei seguenti comuni:
Provincia di Ferrara: Ferrara, Bondeno, Vigarano Mainarda, Portomaggiore, Masi Torello, Voghiera, Riva del Po, Mesola, Jolanda di Savoia, Tresignana, Copparo, Ostellato, Fiscaglia, Codigoro. In parte: Argenta, Comacchio, Lagosanto, Poggio Renatico, Terre del Reno.
Provincia di Rovigo (Transpadana ferrarese): Ariano nel Polesine, Corbola, Crespino, Papozze, Stienta, Canaro, Occhiobello, Ceneselli, Melara, Bergantino, Calto, Salara, Ficarolo, Gaiba, Castelmassa, Castelnovo Bariano. In parte: Trecenta, Villanova Marchesana, Fiesso Umbertiano.
Provincia di Mantova: parte di Felonica (frazione di Quatrelle) ed in transizione col dialetto basso mantovano nel comune di Sermide e Felonica. 
Provincia di Modena: Finale Emilia, Mirandola (frazione di San Martino Spino)
Provincia di Sassari: quartieri ferraresi di Fertilia, frazione di Alghero.
Nello specifico il dialetto ferrarese è suddiviso in aree abbastanza specifiche che mostrano le caratteristiche di questo dialetto nelle sue varie forme:
Ferrarese cittadino: dentro la cinta muraria di Ferrara, parlato ormai quasi solo dalla popolazione superiore ai 50 anni.
Ferrarese centrale o arioso: tutto il restante territorio del comune di Ferrara, Portomaggiore, Masi Torello, Voghiera, Berra, Ro, Jolanda di Savoia, Formignana, Tresigallo, Copparo, Ostellato, la parte migliarese e migliarinese del comune di Fiscaglia, parti sparse sul Nord del territorio argentano e Occhiobello in provincia di Rovigo. Questo gruppo ha dominato le nuove generazioni anche di Ferrara città creando pressoché un unico gruppo.
Ferrarese occidentale: maggior parte del comune di Bondeno, tutto il territorio di Vigarano Mainarda, comune di Sermide e Felonica in una variante locale e parte di Terre del Reno e di Poggio Renatico dove nei rispettivi capoluoghi influenza il bolognese locale. Questa componente è quella che influenza i dialetti delle province limitrofe, in particolare Felonica e Sermide in provincia di Mantova dove si parla un basso mantovano dai forti influssi ferraresi e Finale Emilia in provincia di Modena dove si parla il dialetto mirandolese ibridato col ferrarese. Questo gruppo influenza i territori settentrionali del Comune di Argenta e l'argentano vero e proprio un dialetto di crocevia molto particolare di radice bolognese con forti influenze ferraresi e romagnole.
Ferrarese orientale: La maggior parte del territorio di Codigoro, la parte massese del territorio di Fiscaglia, San Giovanni a Ostellato e Vaccolino tra Lagosanto e Comacchio dove il ferrarese si fonde con il comacchiese a San Giuseppe, Porto Garibaldi e a Volania. Nelle frazioni laghesi di Marozzo e Boschetto si ibrida solo col laghese. Il ferrarese orientale inoltre si fonde anche con il transpadano del Polesine, a Mesola e nel codigorese (a Volano e a Mezzogoro).
Ferrarese transpadano (ibridato col polesano): tutti i comuni della Transpadana ferrarese (a parte Occhiobello) in provincia di Rovigo e in provincia di Ferrara il territorio di Goro.

## Caratteristiche
Alcune caratteristiche comuni di questi dialetti sono la posizione della negazione all'interno della frase, che occupa l'ultimo posto in caso negazione del verbo (a n'agh ved brisa = "non ci vedo"), oppure che precede il sostantivo (an ghè brisa pan = "non c'è pane"), (al n'è brisa un gran quel = "non è niente di buono, niente di eccezionale"). Le differenze di pronuncia, tra Mirabello e Jolanda di Savoia per esempio, sono nell'ambito della provincia amministrativa stessa e formano il gruppo dell'emiliano nord-orientale. Più marcata differenza sussiste con i dialetti di Bondeno, Argenta e Copparo classificati come dialetti a sé, o con l'area di influenza bolognese di Cento, Poggio Renatico e delle frazioni occidentali del comune di Argenta.
Il dialetto di Comacchio ha peculiarità originali per cui viene riconosciuto dai linguisti come un dialetto a sé stante.
Il dialetto della Transpadana ferrarese è molto simile al ferrarese standard soprattutto nei paesi contigui alla città di Ferrara, come Occhiobello e Stienta.
Allontanandosi dalla città il dialetto acquista caratterizzazioni particolari che portano nella parte più occidentale della Transpadana ferrarese, nei paesi di Bergantino e Melara, a compenetrazioni con il dialetto mantovano.
Subendo numerose influenze dal dialetto modenese e mantovano è apprezzabile un'ulteriore variazione nelle frazioni di Pilastri e Gavello dove la "z" è addolcita con la "s" e l'accento si arrotonda verso un emiliano di ceppo più centrale. Nei comuni mantovani di Sermide e Felonica, il ferrarese occidentale influenza la parlata locale, che si discosta dal basso mantovano per la perdita dei suoi caratteristici suoni chiusi (Ö e Ü), risultando così molto più vicina al dialetto di Bondeno di cui rappresenta una variante. 
La parola più celebre di questo dialetto è "maiàl", il più comune dei diversi termini con cui vengono appellati i suini ("verr", "pork", "ninìn", "busgàtt"), che viene utilizzato come interiezione, anche nelle varianti 'omaiall e 'iomaiàll, travisando goffamente una bestemmia: palesemente inverosimile, oltre che priva di fonti attendibili, è la recente ipotesi che il termine possa derivare come contrazione dell’espressione “mai al mondo” (casomai è più probabile che sia quest'ultima espressione, ad essere nata per edulcorare un'esclamazione poco fine). 
E' un fatto che, a differenza di altri dialetti più "nobili" come il Milanese, il Veneziano o il Napoletano, che vengono parlati anche in contesti sociali elevati, il ferrarese ha una connotazione tendenzialmente volgare: è la lingua del popolino, fortemente radicata su temi e ambientazioni schiettamente rurali e talvolta scurrili. Le radici storiche di questa caratteristica sono riconducibili al fatto che Ferrara da secoli era sotto il dominio dello Stato della Chiesa e pertanto parlare in italiano da sempre è stato uno status symbol per la classe dirigente cittadina, che era a contatto con vescovi e alti prelati non autoctoni (mentre l'alta borghesia milanese, i dogi e perfino il re di Napoli parlavano disinvoltamente il dialetto).
Nel dialetto centese, di matrice bolognese settentrionale, viene usato pariteticamente il termine Sculasòn o Scurneri, così come a Bologna si usa "Sòccia" o "Sòcc'mell", perlopiù ignorando l'etimologia oscena del termine. 
Altro intercalare frequentemente usato è "oj!" (o chiusa) traducibile con “già”, “vero”, o un “sì” di assenso all’affermazione fatta. Usata più frequentemente da anteporre a una frase ad esempio per rafforzare la giustificazione (non sempre una scusante) di un comportamento: "oj! am son scurdà!" (mi sono dimenticato) o come conferma a un'affermazione altrui: “sat ca t’jé bèl? Oj!” (sai che sei bello? ... certamente/sicuramente/ovviamente!)
Tra le peculiarità della parlata ferrarese, come del bolognese e della lingua romagnola, vi è la particolare pronuncia della consonante Z, che non trova riscontro nella forma aspra e dolce italiana, pronunciata ponendo la lingua in corrispondenza dei denti. Trova una corrispondenza abbastanza simile nel TH inglese esempio: sénza trova una pronuncia simile a sénTHa con la precisazione che la lingua è situata dietro i denti inferiori invece che dietro o sotto quelli superiori.
Altra caratteristica particolare ed unica del ferrarese è la pronuncia della L la quale viene pronunciata come /ɭ/ uvularizzata, specialmente dopo le vocali.
Il dialetto di Argenta (Argentano), parlato nell'omonima cittadina e nelle frazioni limitrofe, presenta differenze fonetiche e lessicali tali da inserirlo nel gruppo dei dialetti dell'emiliano sud-orientale come variante del bolognese e dialetto di transizione fra il ferrarese e l'imolese, quest’ultimo già appartenente alla lingua romagnola.

## Grafia
Come la maggior parte dei dialetti il ferrarese non ha una grafia ufficiale anche se ormai per scrivere sono due le grafie maggiormente adottate.
La prima, adoperata dal cenacolo dialettale Tréb dal Tridèl, consiste nell'alfabeto latino modificato tramite il moderno uso di opportuni segni diacritici i quali però la rendono difficile da scrivere e artificiale ed estranea alla vista dei lettori.
La seconda, a volte chiamata grafia storica, prosegue invece le forme medievali tradizionali locali evitando l’uso di diacritici in favore di una grafia più facile, chiara e comprensibile anche ai parlanti di altri idiomi romanzi; soprattutto emiliani e settentrionali ma anche ai nativi in italiano.
In questa pagina sono adottate entrambe le grafie.

## Alfabeto
Sono riportate le principali differenze con l’ortografia italiana.
La scrittura adottata è la grafia storica; dove vi è divergenza quella del Tréb dal Tridèl è indicata tra parentesi tonde ().

### Vocali
Diversamente dagli altri dialetti emiliani, la distinzione di lunghezza vocalica non è così presente in ferrarese visto che per regola le vocali toniche sono sempre pronunciate lunghe (eccezione fatta per alcuni monosillabi o nelle parole tronche) e quelle atone brevi. L’unica posizione in cui si trova una differenza è con la “î” in fine parola, che, anche se atona, conserva suono doppio.
Inoltre è ancora controversa la situazione di certi plurali femminili che terminano con suono “rafforzato” (reso con “nn” o “ll”). Alcuni sostengono che esso sia dovuto alla vocale tonica precedente che ha suono breve invece che lungo. Altri che invece siano proprio le consonanti finali ad essere pronunciate “doppie” (in realtà l’intensità è una via di mezzo tra un suono scempio e uno propriamente doppio). 
Il primo caso vorrebbe dire che la distinzione di lunghezza vocalica sarebbe presente anche in altri casi diversi dalla sola “î”. Il secondo invece affermerebbe che il ferrarese presenti consonanti geminate, caratteristica non presente da nessuna altra parte in ferrarese e estranea alla maggior parte dei dialetti emiliani.
Per il resto il sistema vocalico ferrarese si costituisce di otto suoni, distintamente dai nove dell'emiliano occidentale, dell'orobico, dell'insubre e del piemontese: /a/, /ɛ/, /e/, /i/, /ɔ/, /o/, /u/ e /ə/; rispettivamente scritto con “à è é i ò ó u á”. Da notare come la /a/ sia più aperta e quindi realizzata come [æ] e /ə/ come [ɐ].
Nella scrittura è prassi comune mettere l’accento su “e” ed “o” solo quando hanno pronuncia aperta, lasciando quella chiusa come sottintesa e di default.

### Consonanti
Per rendere i suoni dolci (o palatali) di “c” e “g” a fine parola si scrive “cc” (o “ć”) e “gg” (o “ǵ”).
Il gruppo consonantico s+c dolce è scritto “scc” (“sć”) a fine parola e “sc” in altre posizioni visto che in ferrarese il suono /ʃ/ dell’italiano “sci” non è presente e non si può quindi generare confusione.
Il ferrarese come molti dialetti settentrionali distingue la s sorda da quella sonora (/s/ e /z/). La prima, riprendendo la tradizione medievale, si scrive “ss” quando tra due vocali (ma si pronuncia singola) e “s” altrove. Quella sonora invece è sempre scritta “s” (o “ś”).
Da evidenziare come la esse ferrarese sia retroflessa, ovvero pronunciata con la punta della lingua curvata verso l’interno (in IPA [ʂ] e [ʐ]).
Il suono sordo /θ/ (TH dell’inglese “THink”) è scritto “ç” (o “z”), mentre la controparte sonora /ð/ (inglese “THat”) come “z” (o “ź”).
Ulteriore caratteristica non presente in italiano, ma che si trova in ferrarese, è la distinzione tra /n/ e /ŋ/ (ovvero rispettivamente la N di “Nano” e di “aNgolo”) indicate con “n” e “nh” (o “ŋ”).

## Esempi
| Dialetto ferrarese |
| --- |
| Pàdar nòstar ca t'jé in çiel, al sia santificà al to nomm, al venja al to regnh, cla sia fatah (Oppure f’tah) la to voluntà, acsì in çiel acsì in tèra. Danh inquó al nòstar panh quotidianh, e rimeti a nualtar i nòstar débitt, com nu a i rimitenh a i nòstar debitur, e mina (Oppure, brisa) farass cascar in tentaçionh, ma librass dal mal. Amen |

| Italiano |
| --- |
| Padre nostro, che sei nei cieli, sia santificato il tuo nome, venga il tuo regno, sia fatta la tua volontà, come in cielo così in terra. Dacci oggi il nostro pane quotidiano, e rimetti a noi i nostri debiti, come noi li rimettiamo ai nostri debitori, e non ci indurre in tentazione, ma liberaci dal male. Amen |

### Grammatica
Le coniugazioni dei verbi essere e avere, delle coniugazioni in -àr (ad esempio magnàr), -er, -ar (ad esempio lèzar), -ir, dei verbi irregolari, anomali e sovrabbondanti sono riportate integralmente nella grammatica di Romano Baiolini e Floriana Guidetti (Saggio di grammatica..., pp. 122-158); per la forma negativa vedi Beniamino Biolcati (Lèzar e scrìvar..., pagg. 142-144)
| 1a s.  | Mi a sonh  | Mi an sonh  |
| 2a s.  | Ti t'jé    | Ti at n’jé  |
| 3a s.  | Lu l'è     | Lu al n’è   |
| 1a pl. | Nu a senh  | Nu an senh  |
| 2a pl. | Ualtr’a si | Ualtr’an si |
| 3a pl. | Lor j’è    | Lor i n’è   |

| 1a s.  | Mi a gh'ò (come ausiliare: mi a jò) | Mi aŋ gh'ò                                                      |
| 2a s.  | Ti at gh'à                          | Ti t'aŋ gh'à (Es: tu non hai nulla/niente = Ti t'aŋ gh'à gnént) |
| 3a s.  | Lu al gh'à                          | Lu l'aŋ gh'à                                                    |
| 1a pl. | Nu a gh'éŋ                          | Nu an gh'éŋ                                                     |
| 2a pl. | Uàltr'a gh'ì                        | Uàltr'aŋ gh'ì                                                   |
| 3a pl. | Lór i gh'à                          | Lór i'ŋ gh'à                                                    |

| 1a s.  | Mi a magn                | Mi aŋ magn (brìśa)     |
| 2a s.  | Ti at magni              | Ti t'aŋ magni (brìśa)  |
| 3a s.  | Lu al magna (lu'l magna) | Lu l'aŋ magna (brìśa)  |
| 1a pl. | Nu a magneŋ              | Nu aŋ magneŋ (brìśa)   |
| 2a pl. | Uàltr'a magné            | Uàltr'aŋ magné (brìśa) |
| 3a pl. | Lór i magna              | Lór i'ŋ magna (brìśa)  |

| 1a s.  | Mi a vagh  | Mi aŋ vag (brìśa) |
| 2a s.  | Ti at và   | Ti t'aŋ và (brìśa) |
| 3a s.  | Lu al và   | Lu l'aŋ và (brìśa) |
| 1a pl. | Nu andéŋ   | Nu a ŋ'andéŋ - Es: 1)noi non andiamo da nessuna parte, 2)noi là non ci andiamo = 1)Nu a ŋ'andèŋ da nisùna part 2)Nu là aŋ gandén brìśa)) |
| 2a pl. | Uàltr'andè | Uàltr'a ŋ'andè (brìśa) |
| 3a pl. | Lor i và   | Lor i'ŋ và (brìśa) |

### L'Argentano -l'Arzantàn
Dialetto di transizione che raccoglie sensibili influenze dai dialetti limitrofi (ferrarese, bolognese e romagnolo) e presenta peculiarità uniche, l'argentano (arzantàn) caratterizza la parlata di una cittadina che ha vissuto il corso dei secoli in sostanziale isolamento geografico, circondata da vaste zone umide, e politicamente amministrata nel corso dell'Alto Medioevo dall'arcivescovo di Ravenna, durante il rinascimento assoggettata agli Estensi, in seguito ritornata allo Stato della Chiesa, e nel corso dell'XIX secolo definitivamente assegnata a Ferrara. A testimonianza della territorialità comunque originariamente romagnola rimane la dipendenza di Argenta dall'arcidiocesi di Ravenna, senza soluzione di continuità dal periodo bizantino e testimoniata dalla Pieve di San Giorgio, il monumento più antico della provincia di Ferrara, datato 540 d.C. circa, e commissionato dall'arcivescovo di Ravenna, Agnello. Data la vastità che copre il comune di Argenta da est a ovest, questo dialetto viene parlato per la precisione ad Argenta e nelle frazioni di San Biagio, Boccaleone, Campotto, Bando e La Fiorana, nelle frazioni occidentali viene parlato un locale bolognese, mentre nelle frazioni orientali il romagnolo.
| Dialetto argentano |
| --- |
| Pèdar Nostar ch'at ci in zil, ch'al sia santifichè al tu nòm, ch'al vina al tu règn, ch'la sia fata la tu vuluntè, còmm in zil e acsé in tèra. Das incùa al nòstar pan quotidiàn, scanzela i nostar debit, còmm nò a i scanzlèn ai nostar debitùr, e brisa fèras caschèr in tentaziòn ma lebbras dal mèl. Amen |